# Rue Louise-Hervieu
La rue Louise-Hervieu est une voie située dans le quartier de Bercy du 12e arrondissement de Paris.

## Situation et accès

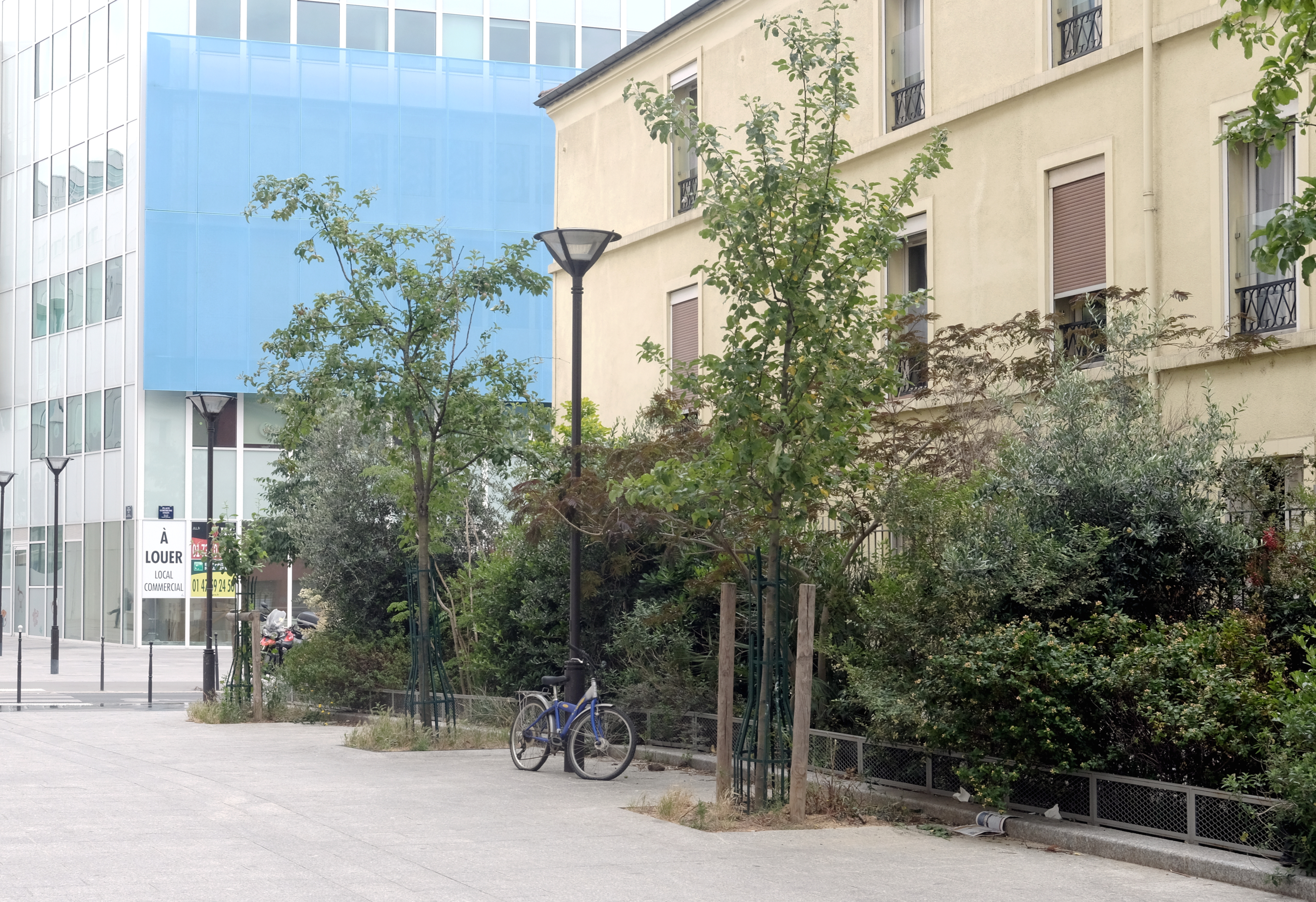
Rue Louise-Herbieu vue en direction de la rue du Charolais.

La rue Louise-Herbieu est une des voies les plus courtes de Paris ; située dans le quartier de Bercy, elle relie l'avenue Daumesnil à la rue du Charolais, entre la mairie du 12e arrondissement et la gare de Lyon. 
Cette rue est accessible par la ligne de métro 8 à la station Montgallet et à proximité par les lignes de métro 1 et 14 à la station Gare de Lyon.

## Origine du nom
Elle porte le nom de la peintre et écrivaine Louise Hervieu (1878-1954).

## Historique
La voie est créée dans le cadre du réaménagement du prolongement de l'ancien îlot Chalon sous le nom provisoire de « voie DI/12 » et prend sa dénomination actuelle par arrêté municipal des 16, 17 et 18 décembre 2013. Elle prolonge la rue Simone-Iff et débouche sur la place Gertrude-Stein. Ces trois voies ont été inaugurées officiellement le 8 mars 2017. 

## Bâtiments remarquables et lieux de mémoire
- La place Gertrude-Stein
- La rue Jorge-Semprún